# تيد تانر
تيد تانر (بالإنجليزية: Ted Tanner)‏ هو سياسي أسترالي، ولد في 19 مايو 1947. انتخب عضو الجمعية التشريعية فيكتوريا.